# 明日边缘
《明日邊界》（英語：Edge of Tomorrow）是一部2014年美國科幻動作片，由道格·李曼執導，湯姆·克魯斯與艾美莉·賓特領銜主演。本片的劇情改編自日本小說家櫻坂洋的2004年輕小說《All You Need Is Kill》，內容設定在地球被外星生物「擬態」入侵的未來，威廉·凱吉少校（克魯斯飾演）是個毫無參戰經驗的公關人員，被上級所迫而參加一場對抗擬態的登陸作戰。雖然上場沒多久就陣亡，凱吉卻發現自己陷入時間迴圈，每次死亡都會回到開戰的前一天。為了破解迴圈和擊退擬態，凱吉與戰爭英雄芮塔·佛塔斯基（賓特飾演）合作，在她的訓練下成為出色的戰士。
本片的籌備始於2009年，製片公司三藝娛樂買下原著輕小說的電影改編權並寫了一份待售劇本，华纳兄弟以300萬美元的高價將劇本買下，成為本片的發行商。李曼於2010年8月加入，克魯斯與賓特分別在2011年12月與2012年4月簽下片約，但在開拍之前，本片的劇本經歷了數次的重寫。2012年10月1日，本片的主體拍攝在英國的华纳兄弟利维斯登工作室開始，登陸作戰的片段大多在摄影棚裡拍攝。在後期製作階段，本片數以百計的视觉效果鏡頭由Sony Pictures Imageworks等九家公司打造。
《明日邊界》於2014年5月28日開始在各地陸續上映，6月6日在美國上檔。本片獲得多數影評人的讚賞，爛番茄上的好評率高達九成，評論主要稱讚本片的劇情編排、演員表現、外星生物設計以及特效品質，一些負評則認為結局令人失望。本片的全球票房為3.69億美元，但因製作成本高昂（1.78億美元），外界認為差強人意。本片入圍土星獎最佳科幻電影以及雨果奖最佳戲劇表現，賓特榮獲评论家选择电影奖最佳動作電影女主角。本片上映後一兩年內即出現续集的計畫，劇本已經完成，但能否製作仍在討論中。

## 劇情
外星生物「擬態」（Mimics）自五年前開始入侵地球，歐洲已經淪陷。為了對抗威脅，人類組成聯合防衛軍（UDF，United Defense Force），打造先進的戰甲給士兵使用，如今正準備對歐洲展開大規模的全面進攻。美國少校威廉·凱吉（William Cage）負責聯合防衛軍的公關代言，搭直升機抵達英國指揮部後，指揮官布里翰（Brigham）將軍任命他隨軍登陸歐洲。凱吉驚恐拒絕，於是將軍將凱吉以逃兵身份空運到希思羅機場的軍事基地。凱吉被迫與J班（J Squad）一起參加搶灘，戰況宛如第二次世界大战時的诺曼底登陆。擬態擊潰人類的攻勢，凱吉瀕死之際用地雷自爆，與一隻藍色擬態同歸於盡，牠的血液淋在凱吉身上。死亡後，凱吉自動回到參戰前一天、剛抵達基地的時候。
藍色擬態被稱作「艾爾發」（Alpha），吸收其血液後，凱吉得到了時間重置的能力，開始了持續地死亡並重生到參戰前一天的歷程。他嘗試在戰場上拯救戰爭英雄莉達·華達絲姬（Rita Vrataski）免於死亡，進而得知她也曾擁有過同樣的能力，但因負傷被輸血而喪失。凱吉與莉達決定合作找出外星生物母體「奧米伽」（Omega）的所在地（該地的景象出現在凱吉及失去異能前的莉達幻覺中），藉由摧毀牠來贏得戰爭。隨著莉達的持續訓練和死亡次數增加，凱吉逐漸成為戰鬥力高強的戰士，但兩人仍無法順利抵達母體的所在地。最後凱吉決定獨自上路，卻在抵達目的地——巴伐利亞阿爾卑斯山脈的一處大壩時，發現那是母體所設下的陷阱。
凱吉與莉達轉換目標，闖進英國國防部取得高科技儀器，終於查出母體的真正所在地——巴黎羅浮宮，但凱吉在過程中受傷失血過多，在被輸血後也喪失了重置時間的能力。無法再重置時間的凱吉只好背水一戰，他與莉達暗中召集J班的志願者參與行動，在有限的時間內，突破重重險阻抵達位於卢浮宫金字塔的母體基地。在莉達和隊友們相繼犧牲下，凱吉抵達奧米伽所在之處，引爆手榴彈與奧米伽同歸於盡。下一刻，世界上所有擬態盡數消滅，而奧米伽爆炸後的所有體液分子亦融入凱吉的遺體。
凱吉在直升機上甦醒，眼前是截然不同的景象。他透過電視，看到布里翰將軍宣佈人類戰爭勝利的消息。随后，凱吉以少校身分前往新兵訓練營，再次見到了J班成員。最後凱吉去找莉達，她和J班成員一樣不認得凱吉，凱吉為此對她露出笑容。

## 角色
- 湯姆·克魯斯飾演威廉·凱吉少校（Major William Cage）：美国陆军的公關人員[19][20][22]，毫無作戰經驗[21]，盡一切可能避免上戰場[15]。

克魯斯素以親自演出特技聞名，此次也不例外。
- 艾美莉·賓特飾演芮塔·佛塔斯基中士（Sergeant Rita Vrataski）：因在凡爾登擊退擬態而成為戰爭英雄[24]，被稱為「凡爾登天使」（The Angel of Verdun）[註 2]、「金甲悍妞」（Full Metal Bitch）[16][17]。

賓特訓練了三個月，每週六天，內容涵蓋重量訓練、短跑衝刺、瑜珈、吊鋼絲以及体操，甚至還學習了以色列近身格鬥術。
- 比爾·派斯頓飾演法瑞士官長（Master Sergeant Farell）：J班的負責人[27]，秉持戰爭鍛鍊出英雄的理念。

派斯頓表示，他懷疑自己被選上是因為演過《異形2》（1986年）裡的知名類似角色。《明日邊界》是派斯頓首次與克魯斯合演電影，兩人都從影三十餘年，此前卻從未共戲過。
- 布蘭頓·葛利森飾演布里翰將軍（General Brigham）：聯合防衛軍（UDF，United Defense Force）的總司令[20]。
- 奇克·蓋瑞（英语：Kick Gurry）飾演葛里夫（Griff）：J班成員。
- 德拉戈米爾·米希克（英语：Dragomir Mrsic）飾演昆茨（Kuntz）：J班成員。
- 夏洛特·萊利（英语：Charlotte Riley）飾演南絲（Nance）：J班成員。
- 喬納斯·阿姆斯壯飾演史奇納（Skinner）：J班成員。
- 法蘭茲·德拉梅（英语：Franz Drameh）飾演福特（Ford）：J班成員。
- 羽田昌義飾演武田（音譯，Takeda）：J班成員。
- 東尼·威（英语：Tony Way）飾演奇墨（Kimmel）：J班成員。
- 諾亞·泰勒飾演卡特博士（Dr. Carter）：非常了解擬態的科學家，軍中唯一相信時間重置能力的人[19]。

## 製作

### 發展與編劇

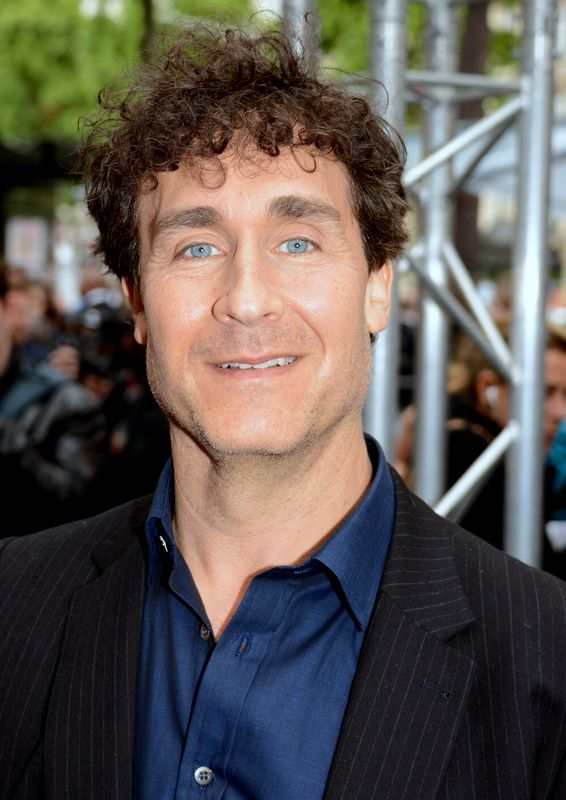
導演道格·李曼出席本片在巴黎的首映禮

2009年，碧日在美國代理出版了櫻坂洋的2004年輕小說《All You Need Is Kill》:版權頁，製片公司三藝娛樂的製片人艾爾文·史托夫與湯姆·拉薩利（Tom Lassally）於同年買下電影改編權。三藝與碧日旗下的碧日製片公司（Viz Productions）合作，後者的製片主任傑森·霍夫斯（Jason Hoffs）也將擔任製片人。碧日的總裁福原秀美（音譯，Hidemi Fukuhara）出任執行製作人。接下來常見的作法是直接將改編企劃推介給主要电影公司，讓對方買下後自行處理編劇和製作事宜，但史托夫等人決定寫一份待售劇本。史托夫聯繫編劇丹特·哈珀，並寄了一本原著小說給他。哈珀發覺這本小說「太過複雜」而難以改編成電影，但他選擇冒著失敗而拿不到報酬的風險，接下撰寫改編劇本的任務，並在八個月後完成。劇本完成後，华纳兄弟於2010年4月用約300萬美元的價格將之買下。同年8月，华纳兄弟聘請道格·李曼來擔任導演。哈珀的劇本名列2010年份的劇本黑名單。
2011年6月，喬比·哈諾德受聘改寫劇本。到了同年9月，華納兄弟接洽畢·彼特，邀請他擔任主演，被彼特婉拒後則改為聯繫湯姆·克魯斯。克魯斯答應後，主角在劇本中的年紀便被改成與他相仿（年輕改成中年）。2011年12月，克魯斯經證實已加入劇組。艾美莉·賓特在2012年4月展開洽談，決定是否與克魯斯攜手主演。編劇搭檔罗伯托·奥利奇與艾力克斯·寇茲曼也在同年5月之前繳交了改寫後的劇本。2012年8月，夏洛特·莱李加入演員陣容。2012年9月，報導稱比爾·派斯頓有望與克魯斯首度共戲。
在預計開拍時間的六個月前，李曼捨棄了哈珀版劇本中三分之二的內容。傑茲·巴特沃斯與約翰-亨利·巴特沃斯受聘改寫劇本，之後被另一編劇賽門·金柏格取代。到了開拍的八週前，金柏格又被克里斯托夫·迈考利取代。迈考利被介紹進來時，正在導演克魯斯主演的《侠探杰克》。讀過劇本的早期版本後，迈考利稱自己「徹底看懂了故事的前情設定為何，以及他們想在角色身上看到什麼」，進而使得看似無限的編劇方向變得有限。前幾版的劇本都頗為黑暗，克魯斯向迈考利強調，故事裡的幽默要素非常重要。克魯斯將主角凱奇的各種慘烈死法對照到威利狼與嗶嗶鳥，並笑稱：「想出做掉自己的新方法真的很有趣。」
劇本仍缺少一個令人滿意的收尾，製片人和電影公司高管擔心本片會在沒有結局的情況下開拍，但李曼仍決定在主體拍攝期間才搞定劇本。迈考利一度建議加入一個劇情轉折，即擬態察覺到凱吉在巴黎發動的攻勢，而在他奮戰時使時間重置。迈考利最後將該點子拋棄，因為觀眾「看到那段的時候已經沒力氣繼續了。」最終，迈考利認為注重喜劇面向即表示「故事不能以殘酷的方式收尾」，因而選擇讓結局發生在和開場一樣的地方（即凱奇搭直升機前往倫敦），實踐「喜劇必須回到出發點」的概念。

### 拍攝
本片的製作工程開始於倫敦附近的利维斯登工作室。華納兄弟原本僅租用該工作室的場地來拍《哈利波特》系列電影，後來則將該工作室整個買下。李曼打算以實地取景的方式拍攝沙灘上的戰鬥，但因為他有在外景拍攝時超時超支的紀錄，製片人史托夫堅持要求沙灘必須以布景形式蓋在攝影棚裡。沙灘布景的四周圍起綠幕，視覺效果（VFX）團隊會在後製時用外景畫面（拍攝自北德文區的桑頓沙灘）取代綠幕，使沙灘看起來變廣變大。片中的戰場畫面刻意要讓觀眾聯想到第二次世界大战期間的沿海戰役，例如霸王行动和敦刻尔克战役。
2012年10月1日，本片的主體拍攝在利维斯登工作室正式開始。據《洛杉磯時報》報導，在拍攝第二日，李曼「要求把第一天拍的東西全部重拍一次」，讓製片人感到憂心。在沙灘布景的拍攝原本規劃在兩週內完成，但最終耗時達3個月，《洛杉磯時報》稱原因在於李曼的拍片風格。劇組也在2012年11月24日至倫敦的特拉法加廣場拍攝。當時廣場停止對民眾開放，用以拍攝動作場面的坦克出現在現場。還有一個拍攝地點是一處前軍事基地，位在漢普郡巴頓史黛西的一個村莊，劇組在該處拍了兩個星期。
李曼表示，本片一週拍滿七天，動用了兩組人員，最終的總拍攝天數比原定多出整整20天。英國多雨，讓劇組吃了苦頭，因為本片的故事在設定上發生在同一天，拍攝時必須確保天氣狀況一致。沙灘布景更是變得泥濘不堪，視覺效果團隊必須透過數位技術加入沙子和海浪，改善環境觀感。攝影指導狄翁·畢比曾與李曼合製過廣告，此次是他首次任職於長片。畢比的攝影理念是塑造出「一個身陷重圍的世界，但舉目望去並不是荒涼、黑暗、後末日的光景」，至於拍攝手法方面，他會避免讓畫面過度飽和或者有著漂白略過的觀感。本片不使用數位攝影機，而是用35毫米膠片拍攝而成，用意是向為戰鬥場面提供靈感的二戰影像素材看齊。
2013年8月時，雖然拍攝已經結束，演員卡司仍新增一人傑瑞米·皮文，劇組額外拍攝了他登場的片段，但他在最終成片中並沒有出現。

### 戰甲設計
美術指導奧利佛·紹爾（Oliver Scholl）和他的團隊攜手動力服組裝組長皮埃爾·博漢納（Pierre Bohanna），合力籌畫數種可能的戰甲設計方案，其藍本為現代化且真實存在的動力服草案，由像國防高等研究計劃署（DARPA）之類的機構資助。導演李曼選定一個設計方案後，團隊就會為之打造一套鋁製的試作骨架，關鍵的樞紐和铰链一應俱全。服裝設計師凱特·霍利（Kate Hawley）為戰甲設計了「踏實」（gritty）風格的配色和表面處理。雖然戰甲的設計主打實用主義，團隊在設計時仍須考量到一些因素，例如觀眾要能看得見演員，以及演員要能在著裝狀態下跑動。製作團隊在2012年8月底完成第一具完整的戰甲，之後在約五個月內，團隊手工打造了70具硬質戰甲和50套軟質戰甲。戰甲有三種類別：「小卒」（Grunts）、「犬隻」（Dogs）和「坦克」（Tanks）。芮塔的戰甲上有紅色噴漆，反映該角色有著如聖女貞德般的特質。
戰甲的平均重量為85磅（39）。較重的戰甲中有一種重達130磅（59），因其配有仿製的狙擊步槍和火箭弹发射器。這種程度的重量足以讓演員感到難以負荷，克魯斯和部分演員為此在2012年7月就開始健身。賓特形容穿著戰甲像是被困在棺材裡一樣。要穿上戰甲時，每個演員都需要四個人幫忙。剛開始克魯斯每次著裝和卸裝都要花30分鐘，到最後只需要花30秒。在拍片出現空檔時，鐵製支架上有鐵鍊可以將演員們吊起來，讓他們的肩膀不必承受戰甲的重量。

### 視覺效果
本片的视觉效果（VFX）由九家公司操刀完成，尼克·戴維斯擔任VFX總監。戴維斯與The Third Floor的團隊合力執行本片的預先視覺化環節。Sony Pictures Imageworks（SPI）負責本片的前兩幕，處理了超過400個鏡頭，工程涵蓋照相寫實主義的環境、戰鬥場面，以及電腦合成（CG）的外星生物和角色。有一個重要鏡頭需要讓希思羅機場布滿軍方部隊、載具以及飛行器，SPI將該鏡頭的部份工作量分給RodeoFX。較晚加入的Cinesite替十個關鍵片段處理了221個鏡頭，其中有189個出現在最終成片裡。

沙灘戰鬥片段出現的一隻擬態。製作團隊盡可能讓該外星種族看起來不屬於這個世界，它們的身體主要由觸手組成，而觸手是由類似黑曜石的碎片組成

對於「擬態」的設計，製作團隊畫了4700張概念藝術圖，並製作了36個模型。戴維斯和李曼一開始就很中意一個主要由觸手組成的試作模型，SPI的丹·克拉默（Dan Kramer）將該模型的外觀形容成「一大團黑色義大利麵」。建模師在處理觸手時遇到困難，一名科技動畫師設計了一款用於Maya的插件，可讓每一隻觸手獨立動作。由於李曼不想讓擬態看起來「太像生物或陸生動物」，SPI的美術人員想到，可以用一種類似黑曜岩的物質當作外星人的主要組成，那種物質「基本上就是能斬斷物體的玻璃」。觸手中混入了各種碎顆粒，讓擬態感覺起來有份量且移動很快。艾爾發有著容易區分的頭部區塊，顯露出較強的感知能力，此外它們的顏色也不同於普通擬態，體型也更大。Cinesite打造了訓練區所使用的機械假擬態，而Moving Picture Company（MPC）則負責做出奧米伽。奧米伽所在的環境完全是數位打造，特效師會將水下影像與之合成，這些影像拍攝於利维斯登工作室的大水槽。
動畫師打造了數位版的戰甲，有時也會包含士兵在內。在拍片現場，一間3D掃描室可以將演員數位化，手持掃描器則用於捕捉實體戰甲的質感。SPI也收到戰甲的部件，當作參考用途。SPI有收集不同物體反射狀況的資料，有助於強化CG戰甲的着色。對於打造希思羅機場的軍事基地，SPI的團隊將利维斯登工作室的拍片現場與經過調整的機場影像合成在一起；片中的運輸機和軍營取代了原有的飛機。Framestore打造了數位版的巴黎，他們造訪當地三天，然後用摄影测量法重現這座城市。由於巴黎是禁飛區，Framestore的美術人員為了取得航拍照片，爬上了一台停在羅浮宮庭院、高80公尺的起重机。片中出現的四軸運輸機是以V-22魚鷹式傾轉旋翼機為原型，該機型只需要傾轉旋翼就可以當飛機或直升機來開；不過設計上比較接近Quad TiltRotor。片中的大部分運輸機都是數位模型，例外只有灘頭上的墜毀機體，以及一具設有平衡環架的仿真運輸機，當作凱吉的部隊所搭的那台。由於在營地片段中演員們很靠近運輸機，SPI把一些最精緻的細節用在CG運輸機上；在墜機片段中，特效美術人員力求確保運輸機解體的畫面夠真實。
在後期製作時，Prime Focus World將本片轉製成3D電影，使用的3D化技術和《地球末日戰》和《地心引力》相同。該公司運用了製作期間演員臉部的掃描檔案，Nvizible則幫助他們3D化片中卡特博士所用的全像儀器。

### 配樂
在決定本片的配樂家時，由於經常與導演李曼合作的配樂家約翰·包威爾不克參加，因此拉民·贾瓦迪接下了該職位。但之後贾瓦迪又被克里斯托弗·贝克接替。《明日邊界》是貝克首次為大型動作片譜寫配樂，也是他參與的第一部科幻片。在贝克加入時，《明日邊界》已經幾乎製作完畢，他首先觀看了僅搭配暫時音軌的毛片（其中一首挪用自2012年電影《超級戰艦》）。由於《明日邊界》有著時間迴圈的要素，贝克略作嘗試，在不斷重複的場景中用同一首主題曲，每次都比前一次多出幾個音符。但是這種做法通常與銀幕上的情節不搭調，所以贝克在全片中只使用了幾次。
該片大量使用偏重合成器的音樂，目標是強而有力、充滿未來感的聲音。贝克最初使用了以法國號與小號演奏的「傳統英雄主題曲」，強調凱吉成為超級士兵的感覺。但導演李曼有不同的見解，貝克在受訪時表示：「一如既往，道格偏好非傳統的手法，要求用打擊樂和經過扭曲變調的管弦樂為軸心」。凱吉上戰場又反覆陣亡，李曼覺得觀眾應該要對此感到好笑。貝克認為，要讓那些片段保有輕快的感覺，卻不能使用明顯帶有喜劇風格的配樂，是最大的挑戰。為此他將管弦樂加以扭曲變調，並使用一種演奏技巧——撥奏。在與幾名倫敦的知名打擊樂手討論後，貝克也做出了令他滿意的打擊樂。
贝克表示，《明日邊界》受到數部戰爭電影影響，而當中如《搶救雷恩大兵》或《紅色警戒》等片的配樂強調悲劇和恐懼，無視了愛國的面向。對於《明日邊界》，贝克也想採用「非愛國情調的音樂表現手法」，並追求「比起紅白藍（美国国旗顏色）更接近黑灰」的音樂。片中沒有浪漫的主題曲，對此貝克指出，浪漫並非該片的核心故事，因此對浪漫要素的使用非常克制。對於描繪外星生物，贝克不希望用音樂將之化為恐懼的化身，而是賦予神秘和耐人尋味的感覺，因為「當凱吉開始正眼面對這些傢伙時，他並不怕死掉——他只是試著解開謎團」。
《明日邊界》的原聲帶於2014年6月2日由水塔音樂首發。2017年6月，蒙多發行了原聲帶的黑膠唱片版。
原聲帶曲目列表
| 曲序     | 曲目                          | 时长  |
| -------- | ----------------------------- | ----- |
| 1.       | Angel Of Verdun (Main Titles) | 2:56  |
| 2.       | No Courage Without Fear       | 3:00  |
| 3.       | D-Day                         | 2:35  |
| 4.       | Mimics And Alphas             | 1:25  |
| 5.       | PT                            | 1:16  |
| 6.       | Find Me When You Wake Up      | 2:05  |
| 7.       | Navigating The Beach          | 2:01  |
| 8.       | Winning The War               | 1:27  |
| 9.       | Combat Training               | 1:16  |
| 10.      | Deadweight                    | 1:31  |
| 11.      | Again!                        | 1:48  |
| 12.      | Solo Flight                   | 3:11  |
| 13.      | Decoy                         | 1:23  |
| 14.      | Whitehall                     | 2:09  |
| 15.      | Uncharted Territory           | 1:39  |
| 16.      | I'm Out                       | 1:53  |
| 17.      | They Know We're Coming        | 2:06  |
| 18.      | Caged In                      | 2:04  |
| 19.      | Ritaliation                   | 1:39  |
| 20.      | The Omega                     | 1:23  |
| 21.      | Welcome To London Major       | 2:22  |
| 22.      | Live Die Repeat (End Titles)  | 4:22  |
| 总时长： | 总时长：                      | 45:31 |

原聲帶未收錄的曲目
- Massive Mellow

詞曲：丹尼爾·連茲（Daniel Lenz）
演出者：丹尼爾·連茲
- Trip Into The Light

演出者：傑瑞米與丑角樂團（Jeremy & The Harlequins）
- Railroad Track

演出者：威利月亮
- Love Me Again（英语：Love Me Again (John Newman song)）

演出者：约翰·纽曼
原聲帶銷售榜單
| 榜單（2014年）                   | 最高名次 |
| -------------------------------- | -------- |
| 英國（官方榜单公司官方原聲帶榜） | 33       |
| 美國（Billboard 200）            | 119      |
| 美國（告示牌原聲帶榜）           | 21       |

## 上映

### 片名
本片的片名最初沿襲原著輕小說，同為「All You Need Is Kill」。2013年7月，華納兄弟將片名改成「Edge of Tomorrow」，據華納兄弟總裁蘇·克羅爾（Sue Kroll）說明，這個變動的部分原因是原片名中的「Kill」一字引來「負面聲量」。比起片名「Edge of Tomorrow」，院線海報上的標語「Live. Die. Repeat」較為顯眼。之後發行的家用媒體的包裝更加強調該標語，對此媒體認為，在本片美國票房失利後，華納兄弟嘗試重推新的片名，以尋求新的商機。有些零售商直接將本片的片名寫作「Live Die Repeat: Edge of Tomorrow」。導演道格·李曼在2017年受訪時稱，他當初提議的片名就是「Live Die Repeat」，但被華納兄弟拒絕。2017年5月，李曼透露續集片名將是「Live Die Repeat and Repeat」。

### 映前與市场营销
2012年10月1日，本片定於2014年3月14日在美國上映。2012年11月，本片的美國檔期提前一週，改在2014年3月7日上映。2013年5月，本片與《300勇士：帝国崛起》對調檔期，新檔期為2014年6月6日，當天也是诺曼底登陆的六十週年紀念日。2013年12月，華納兄弟釋出首支預告片，2014年3月再發布新的預告片。
华纳兄弟投入超過1億美元在本片的市场营销上。本片於2013年7月在聖地牙哥的圣地亚哥国际漫画展上進行宣傳，2014年4月在安那翰的WonderCon上亦然。與華納兄弟同屬華納媒體子公司的透納廣播公司透過旗下的電視頻道推廣本片，包含CNN、TNT、TBS、Adult Swim、TruTV以及Funny or Die。另一方面，若本片的宣傳主題標籤在社群網站（例如Twitter）上流傳夠廣，透納便會在一個網站上解鎖本片的相關內容，包含3D遊戲、幕後故事和美術圖。
碧日在2014年4月29日再版了原著輕小說，新版書名為本片的片名，並在同年5月5日出版改編自輕小說的圖像小說，由尼克·馬馬塔斯執筆、李·佛格森（Lee Ferguson）作畫。

### 票房預測

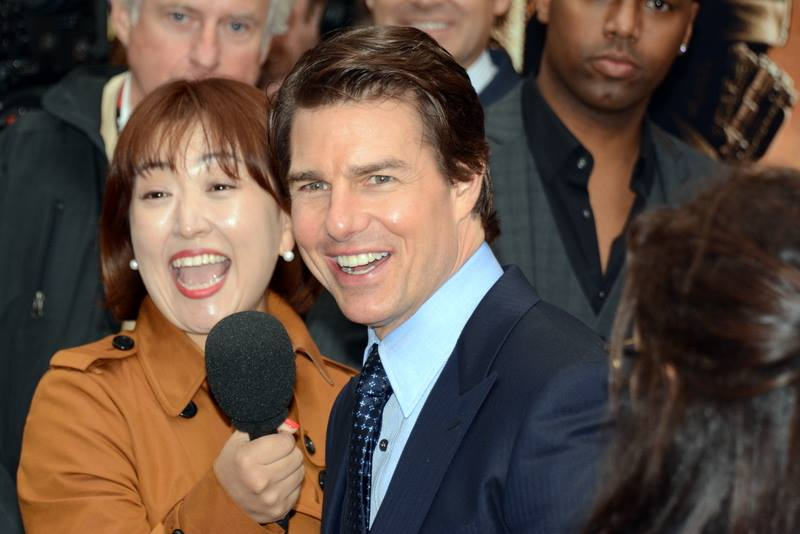
湯姆·克魯斯出席本片的巴黎首映禮

2014年5月，距離本片上映尚有數週，媒體預測本片的北美票房（美國與加拿大）將表現不佳。《綜藝雜誌》指出，本片在上映之前「缺乏熱度的程度令人擔憂」。根據5月初最早的票房預測，本片的首週末票房將介於2500萬至3000萬美元。幾週後，預測值下降了500萬美元。本片將與同週上映的《生命中的美好缺憾》競爭，後者的票房也預計落在2500萬美元上下。《TheWrap》預測道，這場較勁將打擊本片的首週末票房。相較之下《綜藝雜誌》則表示，本片可成為針對《生命中的美好缺憾》的反向策略，因為後者的目標觀眾群是25歲以下的女性。
由於本片的預算多達1.75億美元以上，《荷里活報道》稱本片為北美在2014年中期「最大的票房風險」，而《綜藝雜誌》則指出，若要取得實質盈利，全球總票房至少要是預算額的兩倍。對於票房分布，《荷里活報道》認為本片的狀況類似《遺落戰境》（去年同由克魯斯主演的科幻片），在北美以外地區的票房表現可能會較佳。Box Office Mojo指出，克魯斯前四部原創題材的電影——《華爾基利暗殺行動》（2008年）、《騎士出任務》（2010年）、《侠探杰克》（2012年）和《遺落戰境》（2013年）都未能在北美突破1億美元票房大關。該網站預測本片的北美票房將是9000萬美元，其他地區則是2.2億美元。《TheWrap》則稱，克魯斯在北美以外地區「依然有著一流明星的力量」，華納兄弟比較關注那裡的票房表現。《綜藝雜誌》以美國為出發點說道：「由於美國觀眾不夠熱情，媒體很快就推斷《明日邊界》將成為今夏首個票房炸彈。也許真會如此，但那些報導低估了當今全球化的電影產業中，國外市場所扮演的中心角色。」
本片距離北美上映倒數一週時，媒體對首週末票房的預測上升至2500萬美元上下，最高2700萬美元。

### 院線上映
本片於2014年5月28日開啟首輪院線上映，在數個地區上檔，至首映週末（5月30日至6月1日）時已在28個地區上檔。本片在首映週末收穫2010萬美元。次週末（2014年6月6日至8日），本片在另外36個地區上映。截止至下檔日，《明日邊界》在北美的總票房為1.002億美元，其他地區2.69億美元，加總出來的全球票房為3.692億美元。本片下檔後，《娱乐周刊》稱本片備受影評人好評，但卻獲得「不算熱烈的票房反應」。

#### 首映週末

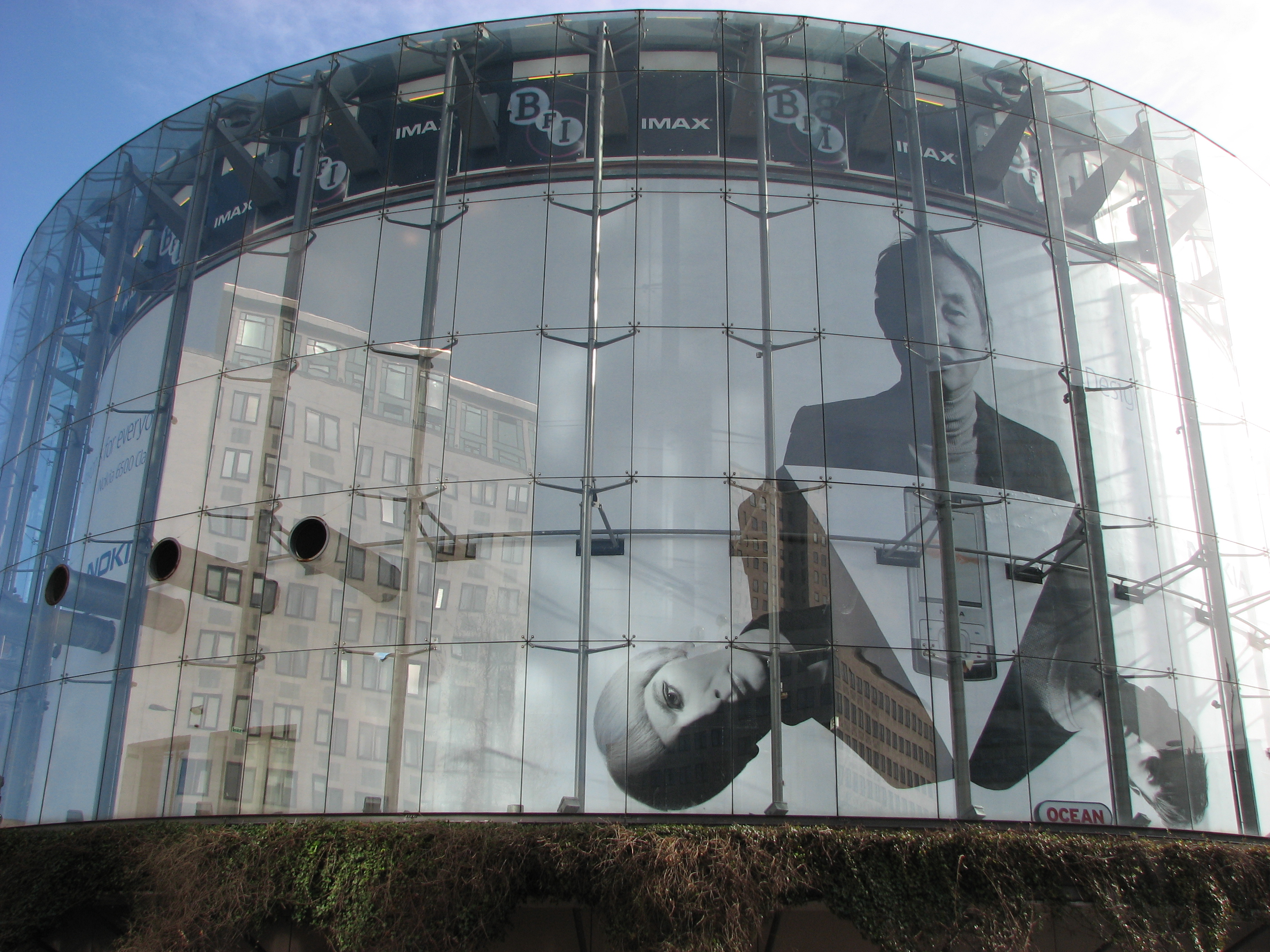
本片在倫敦的首映場館——英國電影協會的London IMAX

2014年5月28日，本片的首映禮在伦敦、巴黎與纽约舉行。本片的班底有趣地模仿了片中的時間迴圈，靠著由東往西的方式在同一天內參加三場首映禮。。本片於晚上11:59在紐約開始放映，所選時間呼應了本片的片名。本片於2014年5月30日這個週末在28個地區上映，包含英國、巴西、德國、西班牙和印尼。部分熱愛足球的地區被選中，讓本片搶在為期一整個月的2014年國際足協世界盃開始（2014年6月12日）之前上映。本片與安吉丽娜·朱莉主演的《黑魔女：沉睡魔咒》爭搶票房，後者於同個週末在46個地區上映。
在首映週末，本片透過28個地區的5018個大銀幕，收穫2010萬美元的票房。《好萊塢報導》稱該成績是個「不算強勁」（soft）的開場。在大多數地區（包含英國與德國），本片的票房落後於《黑魔女：沉睡魔咒》和《X戰警：未來昔日》。本片在英國收穫310萬美元，而《遺落戰境》當年則拿下760萬美元，至於在德國則收穫210萬美元，低於《遺落戰境》的260萬美元。本片在印尼和臺灣是當週票房冠軍，票房分別為200萬和190萬美元。本片在印尼的票房創下克魯斯主演電影在當地的新高。本片也在義大利和西班牙各賺進150萬美元。Deadline Hollywood稱本片有著良好的口耳相传效果，證據是在英國、德國和西班牙，星期六的票房較星期五有大幅成長。《彭博商业周刊》報導本片在首映週整週收穫1.1億美元，並概述道：「儘管本片在亞洲票房穩健，在德國、法國和英國的表現目前不怎麼熱烈。」

#### 後續週末
在2014年6月的首週，本片在其他36個地區上映，包含北美、中國大陸、俄羅斯、南韓與法國。截至當時，本片正在63個地區和19000個大銀幕上映中。本片拿下該週末的全球票房冠軍，靠著2880萬美元的北美票房以及來自其他地區的8200萬美元。本片在中國大陸的上映日為6月2日星期一，以迎合端午节假期。本片以2670萬美元的票房登頂中國大陸票房冠軍，放映次數99,768次、觀影人次406萬。本片在俄羅斯（860萬美元）和南韓（380萬美元，適逢顯忠日假期）的首週末成績，都創下克魯斯主演電影在當地的新高。
本片於2014年6月6日在北美的3490家電影院上映。售票服務Fandango報告稱，本片的預售票成績好過克魯斯的前一部電影《遺落戰境》，但被同檔期競爭對手《生命中的美好缺憾》超越。本片在首映週末收穫2880萬美元，排名第三，次於《生命中的美好缺憾》（4800萬美元）和《黑魔女：沉睡魔咒》（3430萬美元）。影院评分指出，首映週末的觀眾中有61%是男性。該調查也顯示全體觀眾給予本片的整體評價為「B+」，而較年輕的觀眾主要給出「A」和「A-」。《洛杉磯時報》表示，本片和《當我們混在一起》這兩部華納兄弟發行的非系列電影，在票房上都令人失望，凸顯了華納兄弟下的高風險賭注；該公司在年初以系列電影《樂高玩電影》和《哥斯拉》取得較佳成功。
在美國上映的第二個週末（2014年6月13日至15日），因為口耳相传的關係，所獲票房與上週末相比僅「輕微」（light）下跌43%，收穫1650萬美元。同時，在北美以外地區，本片在14725個大銀幕上映。伴隨著510萬觀影人次，本片進帳3730萬美元。中國、俄羅斯和南韓依序是各地當中票房最高的前三名。在南韓，本片蟬聯兩次週末票房冠軍，截至2014年6月17日的票房收入為2565萬美元。在日本，本片於2014年7月4日上檔，片名沿用輕小說書名「All You Need Is Kill」（オール・ユー・ニード・イズ・キル）。上映首週末，本片收穫450萬美元，僅次於《黑魔女：沉睡魔咒》。截止至下檔日，本片在日本的總票房為1360萬美元，是2014年上映電影的第22名，若只論外國電影則排名第七。

### 家用媒體
2014年10月7日，本片的DVD與藍光光碟於美國發行，同時也上架隨選視訊平台。藍光光碟收錄了超過90分鐘的特別收錄。本片家用媒體的首週銷量排名當週第一，藍光光碟佔62%。2022年7月5日，本片發行超高清蓝光光碟。

## 迴響

### 影評
本片獲得多數影評人的好評，他們主要褒揚片中的幽默元素、外星生物的設計以及湯姆·克魯斯與艾美莉·賓特的演出，並稱讚本片成功讓時間迴圈維持新鮮感。然而有部分影評人對結局表達不滿。根据評論匯總网站爛番茄汇总的338篇评论文章，91%的评论家给予该作正面评价，平均打分为7.5分（满分10分）。该网站总结的评论家共识是“《明日邊界》扣人心弦、演員出色、妙趣橫生且劇情巧妙，充滿娛樂性之餘還證明湯姆·克魯斯仍有能力撐起一部動作驚悚大片。”在Metacritic網站上，本片得到「正面評論為主」的綜合評分，獲得了71/100分（43位影評人）。
《綜藝》的影評人賈斯汀·張（音譯，Justin Chang）將《明日邊界》稱做「一部構築巧妙且精神抖擻的科幻驚悚片」，並認為該片是導演道格·李曼自《神鬼認證》（2002年）以來的最佳作品。張在影評中寫道，編劇在剪輯師的幫助下「以充滿活力的片段式敘事（有時用了花招）讓故事展開，對主角來說想必無聊至極的挑戰，就這樣變成了一場靈巧、有趣且總是充滿參與感的觀影體驗」。對於克魯斯和布朗所飾角色之間的關係，張表示：「李曼的處理手法帶有令人愉悅的輕快感，並擴散到整個故事中」。他也稱讚「設計一流的擬態」的視覺效果，以及狄翁·畢比的攝影表現。
為《荷里活報道》撰文的陶德·麥卡錫說，該片是「在敘事手法上充滿抱負的科幻動作片」，並「對大家熟悉的戰鬥套路報以相對玩鬧的態度」。麥卡錫表示，雖然不乏幽默風趣，但時間迴圈的設定令他感到「厭煩乏味」，而且「電影的最後一段劇情毫無說服力，視覺上也不清不楚。」另一方面，他認為本片的特效「令人興奮、充滿說服力且質感真實」，並讚賞布蘭頓·葛利森與比爾·派斯頓飾演配角的表現。《洛杉磯時報》的肯尼斯·圖藍給出好評，認為本片是「明星撐場的大眾化娛樂作品，既聰明巧妙、引人入勝又難以預料，同時還毫不吝嗇地供給類型片該有的滿足感」，在一連串「千篇一律、司空見慣的鉅片」中脫穎而出。

### 獎項
| 獎名                    | 頒獎日期       | 獎項                            | 入圍者 | 結果 | 来源            |
| ----------------------- | -------------- | ------------------------------- | --- | ---- | --------------- |
| 女性电影记者联盟獎      | 2015年1月12日  | 最佳動作片女星                  | 艾美莉·賓特 | 獲獎 | [ 132 ] [ 133 ] |
| 女性电影记者联盟獎      | 2015年1月12日  | 最令人髮指的男主角與愛人年齡差  | 湯姆·克魯斯與艾美莉·賓特 | 提名 | [ 132 ] [ 133 ] |
| 安妮獎                  | 2015年1月31日  | 最佳真人電影動畫特效            | 史蒂夫·阿弗加傑利（Steve Avoujageli）、五十嵐淳（音譯，Atsushi Ikarashi）、帕維爾·格羅喬拉（Pawel Grochola）、保羅·瓦格納（Paul Waggoner）與維克特·倫德奎斯特（Viktor Lundqvist）      | 獲獎 | [ 134 ] [ 135 ] |
| 评论家选择电影奖        | 2015年1月15日  | 最佳動作電影                    | 《明日邊界》 | 提名 | [ 136 ]         |
| 评论家选择电影奖        | 2015年1月15日  | 最佳動作電影男主角              | 湯姆·克魯斯 | 提名 | [ 136 ]         |
| 评论家选择电影奖        | 2015年1月15日  | 最佳動作電影女主角              | 艾美莉·賓特 | 獲獎 | [ 136 ]         |
| 评论家选择电影奖        | 2015年1月15日  | 最佳視覺效果                    | 《明日邊界》 | 提名 | [ 136 ]         |
| 帝國獎                  | 2015年3月29日  | 最佳女主角                      | 艾美莉·賓特 | 提名 | [ 137 ]         |
| 金預告獎                | 2014年5月30日  | 最佳動作片                      | 《明日邊界》「Believe Again」——Wild Card | 提名 | [ 138 ] [ 139 ] |
| 金預告獎                | 2014年5月30日  | 最佳2014年夏季大片預告          | 《明日邊界》「Converge Trailer」——AV Squad | 提名 | [ 138 ] [ 139 ] |
| 金預告獎                | 2015年5月6日   | 最佳動作片電視廣告              | 《明日邊界》「Judgment Day」——TRANSIT | 提名 | [ 140 ] [ 141 ] |
| 金預告獎                | 2022年10月6日  | 最佳動作片數位表現              | 《明日邊界》「Power」——Arkive Creative | 獲獎 | [ 142 ] [ 143 ] |
| 雨果奖                  | 2015年8月22日  | 最佳戲劇表現                    | 克里斯托夫·迈考利、傑茲·巴特沃斯、約翰-亨利·巴特沃斯與道格·李曼 | 提名 | [ 144 ] [ 145 ] |
| 伦敦影评人协会獎        | 2015年1月18日  | 最佳英國女主角                  | 艾美莉·賓特 | 提名 | [ 146 ] [ 147 ] |
| 聖地牙哥影評人協會獎    | 2014年12月15日 | 最佳剪輯                        | 詹姆斯·赫伯特（James Herbert）與蘿拉·詹寧斯（Laura Jennings） | 獲獎 | [ 148 ]         |
| 朗多·哈頓經典恐怖電影獎 | 2015年3月2日   | 最佳電影                        | 《明日邊界》 | 提名 | [ 149 ]         |
| 俄羅斯國家電影獎        | 2015年4月7日   | 最佳外國動作片                  | 《明日邊界》 | 提名 | [ 150 ] [ 151 ] |
| 土星獎                  | 2015年6月25日  | 最佳科幻電影                    | 《明日邊界》 | 提名 | [ 152 ] [ 153 ] |
| 土星獎                  | 2015年6月25日  | 最佳導演                        | 道格·李曼 | 提名 | [ 152 ] [ 153 ] |
| 土星獎                  | 2015年6月25日  | 最佳劇本                        | 克里斯托夫·迈考利、傑茲·巴特沃斯、約翰-亨利·巴特沃斯 | 提名 | [ 152 ] [ 153 ] |
| 土星獎                  | 2015年6月25日  | 最佳電影男主角                  | 湯姆·克魯斯 | 提名 | [ 152 ] [ 153 ] |
| 土星獎                  | 2015年6月25日  | 最佳電影女主角                  | 艾美莉·賓特 | 提名 | [ 152 ] [ 153 ] |
| 土星獎                  | 2015年6月25日  | 最佳剪輯                        | 詹姆斯·赫伯特與蘿拉·詹寧斯 | 獲獎 | [ 152 ] [ 153 ] |
| 土星獎                  | 2015年6月25日  | 最佳特效                        | 蓋瑞·布羅澤尼奇、尼克·戴維斯、強納森·法克納與馬修·儒洛（Matthew Rouleau） | 提名 | [ 152 ] [ 153 ] |
| 青少年选择奖            | 2014年8月10日  | 最佳電影動作片                  | 《明日邊界》 | 提名 | [ 154 ]         |
| 青少年选择奖            | 2014年8月10日  | 最佳動作電影男主角              | 湯姆·克魯斯 | 提名 | [ 154 ]         |
| 青少年选择奖            | 2014年8月10日  | 最佳動作電影女主角              | 艾美莉·賓特 | 提名 | [ 154 ]         |
| 視覺效果工會獎          | 2015年2月4日   | 最佳虛擬攝影（擬真/真人電影類） | 「沙灘進攻與巴黎進攻」（Beach and Paris Attacks）——阿爾伯特·鄭（音譯，Albert Cheng）、何塞·恩里克·阿斯塔西奧二世（Jose Enrique Astacio Jr.）、麥可·哈瓦特（Michael Havart）與狄翁·畢比 | 提名 | [ 155 ] [ 156 ] |
| 視覺效果工會獎          | 2015年2月4日   | 最佳特效模擬（擬真/真人電影類） | 「墜毀與沙子」（Destruction and Sand）——史蒂夫·阿弗加傑利、帕維爾·格羅喬拉、五十嵐淳與保羅·瓦格納（Paul Waggoner）                                                                     | 提名 | [ 155 ] [ 156 ] |
| 視覺效果工會獎          | 2015年2月4日   | 最佳合成（擬真/真人電影類）     | 「沙灘」（Beach）——克雷格·溫特沃斯（Craig Wentworth）、馬修·維爾福德（Matthew Welford）、瑪麗·維多利亞·德諾加（Marie Victoria Denoga）、法蘭克·費瑟（Frank Fieser）                    | 提名 | [ 155 ] [ 156 ] |

## 主題評析

### 性別角色
女演員艾美莉·賓特在本片中飾演芮塔·佛塔斯基中士，扮演引領並訓練男主角威廉·凱吉少校的角色。賓特針對芮塔一角表示：「在這些男性主導的電影類型中，通常是女性握著男性的手，然後這個男的帶領她穿越重重爆炸，但我的話想當那個領頭的。」《娛樂週刊》的克里斯·納沙瓦提（Chris Nashawaty）在影評中稱本片為「數年來最女性主義的夏季動作電影」。女性雜誌《Bustle》的艾莉西亞·盧特斯（Alicia Lutes）稱芮塔「打倒一堆外星人時下手無情且一絲不苟」，並表示：「這與古早的觀念完全相反，以前的想法是女士們應該當一朵忠貞不渝、精緻嬌嫩的動人花朵」盧特斯指出，凱奇的強大程度依賴於芮塔的指引，因為「她一次又一次地訓練、幫助，以及保護他/人類的命運。」賓特本人則覺得，讓克魯斯飾演「一個做事如此沒用的角色」，和另一名強大的女性高下立判，她「感覺不賴」（joyous）。塔莎·羅賓森（Tasha Robinson）為《The Dissolve》撰文討論一些在電影中缺乏實質意義的「強大女性角色」，文中她舉出本片裡的芮塔當作例外。羅賓森指出，芮塔之所以存在是為了幫助凱吉渡過難關，但她認為「整個故事絲毫沒有降格、貶低、弱化或打發她」。
負面評價方面，雜誌《The Wire》的艾斯特·祖克曼（Esther Zuckerman）批評片中的浪漫關係，並針對男女主角的吻戲寫道：「有一種解釋是這個吻單純代表兩人決定聽天由命，但在此之前我們芮塔所知的一切都表明她是個盡職的士兵，而讓她突然浪漫起來是對這個角色的背叛。」祖克曼補充說：「不是說她不能像常人一樣態度軟化，但那個片段不太像她接納自己的人性，更像是製作團隊必須承認兩個充滿魅力的主角（......）不能不接吻，因為電影裡的男女都這麼做。」雜誌《The Week》的莫妮卡·巴提澤爾（Monika Bartyzel）也抨擊片中的愛情要素，指出電影裡是芮塔去吻凱吉，但她才剛認識他一天而已，後者反而因時間迴圈的關係已經認識她非常多天。巴提澤爾表示，芮塔的詮釋方式屬於常見的二分法裏頭，女性角色幫助「天選之男」的那種，並指出這種現象「如今已成新的常態，因為這讓好萊塢成功吸引關注女性主義的人，同時繼續滿足男性夢想」。巴提澤爾認為芮塔再怎麼強，最終都只為服侍一個目的——「讓男性英雄變成媲美她的鬥士」。編劇克里斯托夫·迈考利在訪談中稱，那個吻是賓特在拍片當下的即興演出，並沒有出現在劇本裡。

### 電子遊戲對照
導演道格·李曼表示，片中的重複場景經過刻意安排，模仿电子游戏裡的重生機制，即玩家死掉後必須在同一關卡重新來過。在原著輕小說的後記裡，作者櫻坂洋稱自己玩遊戲的經驗是他寫小說時的靈感來源:199-200。Salon.com的萊恩·李斯（Ryan Leas）在對本片的分析中也認為那是「從電子遊戲那裡抄來的」。李斯稱片中循環上演的動作場面是「針對大片類型的後設評語」，並解釋道：「《明日邊界》這部大片關心一個問題，即其所屬的類型對觀眾而言已變得多麼乏味。」《连线》筆者安潔拉·瓦特卡特（Angela Watercutter）將《明日邊界》與電子遊戲改編的電影做比較，稱該片在某些方面勝出，首先是成功汲取電子遊戲的敘事結構，另外則是「有能力在『Game Over』後繼續下去並且有新發現」。

## 潛在續集
2015年12月，編劇克里斯托夫·迈考利在受訪時表示，湯姆·克魯斯對續集已有想法，該點子已經箭在弦上。2016年4月，導演道格·李曼已簽約執導續集，《奔跑吧，人生》編劇搭檔喬·沙普諾（Joe Shrapnel）與安娜·瓦特豪斯（Anna Waterhouse）受聘執筆劇本。2016年10月，李曼表示《明日邊界》的續集將「顛覆拍續集的方式」，並稱之為「一部屬於前傳的續集」。2017年5月，李曼透露續集片名將是「Live Die Repeat and Repeat」。2018年3月，李曼表示他正與傑茲·巴特沃斯合力修改劇本，同月稍晚，艾美莉·賓特表示，她、克魯斯和李曼都對續集充滿熱忱，只是要讓所有人重新聚首將面臨行程上的問題。2019年3月，《荷里活報道》報導稱华纳兄弟正式投入續集的籌備，馬修·羅賓森將著手改寫劇本，到了同年10月，李曼證實續集的劇本已經完成。2021年1月，李曼暗示續集仍將成真，只差兩名主演的臨門一腳。布朗則表示，因為2019冠状病毒病疫情的緣故，拍攝續集恐怕會「花太多錢」而難以實現。2023年8月，布朗稱，克魯斯繁忙的行程讓續集難以推展進度。截止至2024年7月，續集仍處於討論階段。

## 備註
1. ↑  發行家用媒體後，本片也被稱作「Live Die Repeat: Edge of Tomorrow」[13]。
2. ↑  見以下文獻：[14][16][17][20][21][25]
3. ↑  原文：
4. ↑  原文：
5. ↑  原文：
6. ↑  原文：
7. ↑  原文：
8. ↑  原文：
9. ↑  原文：
10. ↑  原文：
11. ↑  原文：
12. ↑  原文：
13. ↑  原文：
14. ↑  原文：
15. ↑  原文：